# Gerardo Emilio San Clemente Zárate
Gerardo Emilio San Clemente Zárate (1818, Remedios – 1880, Barcelona) byl kolumbijský malíř a fotograf.

## Životopis
Narodil se do bohaté kolumbijsko-španělské rodiny. Byl bratrem Gatzarieta San Clementa Zárateho.
Ve věku 20 let se Gerardo Emilio seznámil s Barónem Grosem, se kterým začal studovat fotografii v Bogotě. Společně vydali v roce 1847 knížku Recueil de mémoires et de procédés nouveaux relevantant la photographie (Sbírka vzpomínek a nových procesů souvisejících s fotografií).
V roce 1850 své mistrovské dílo poprvé odhalil v Bogotě spolu se svým prvním panoramatickým fotografickým albem Medellín.
V letech 1852 až 1859 navštěvoval kurzy malby u Luise Garcíi Hevii, který mu poradil, aby svá studia fotografie doplnil malbou na Akademii kresby a malby v Medellínu.
Toto bylo jeho nejplodnější období: cestoval po Španělsku, Francii a Spojených státech a fotografoval to, co později zobrazil ve svých obrazech. Nejčastěji volenými motivy byly krajiny, západy slunce, východy slunce a sochy. Po návratu do Kolumbie se rozhodl každé své dílo vystavit mimo zemi, aby o sobě dal mnohem více vědět.
V roce 1874 se vrátil do Francie, aby představil svou práci: úspěch byl takový, že Gerardo plánoval prezentovat ji ve Španělsku a New Yorku.
V roce 1880 cestoval do Španělska. Gerardo Emilio byl v jednom z vrcholných okamžiků své kariéry, na výstavě v Barceloně, kdy ho skupina vandalů zmlátila tak, že o několik dní později zemřel v nemocnici de la Santa Cruz.
V roce 1885, pět let po jeho smrti, se jeho plánovaná výstava konala v New Yorku.

## Technika a kompozice
Gerardo Emilio San Clemente Zárate, ovlivněný Luisem Garcíou Heviou a Barónem Grosem, byl průkopníkem použití výplňového blesku ( denní blesk ).
Fotografie San Clemente Zárateho představuje všední motivy: když fotografoval krajinu a sochy, měl pocit, jako by každý okamžik doplňoval jeho život, a že fotografie by neměla velký význam, kdyby nebyla zachycena v malbě. V každém obraze a každé fotografii hledal nový pohled a jiný svět.

### Vybraná díla
- Quebrada (1848)

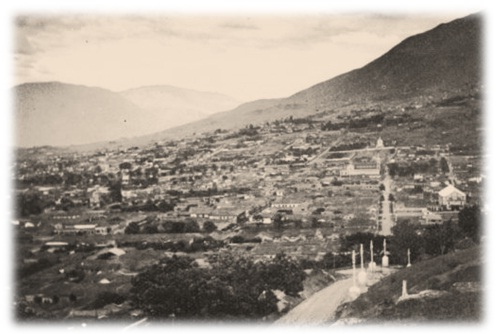
Západ slunce v Medellínu (1849)
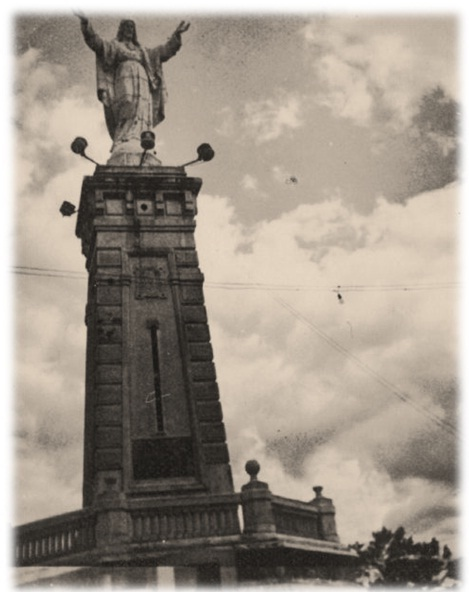
Salvador (1850)

- Paisaje abejorral Antioquia (1860).
- Lagos primavera (1863)
- 08 de agosto (1870)